# Pervomajskij (Regione di Almaty)
Pervomayskiy (in russo: Первомайский) è un sobborgo residenziale situato nella regione di Almaty, nel Kazakistan sudorientale, a circa 15 km a nord del capoluogo, Almaty. Si trova nelle vicinanze di entrambi gli aeroporti della città, l'Aeroporto Internazionale di Almaty e il più piccolo Almaty Burundai Airport.

## Origine del nome
Pervomajskij in russo Первомайский?, toponimo slavo molto diffuso, letteralmente relativo al Primo maggio, in Russia e nei nuovi Stati dell'ex Unione Sovietica ci sono circa una settantina di paesi o villaggi con questo nome.

## Infrastrutture e trasporti
Grazie alla vicinanza con Almaty, Pervomayskiy sfrutta tutti i mezzi di trasporto della città, dall'Aeroporto Internazionale di Almaty, alla metropolitana, alle reti suburbane di trasporto.